# Czcionka szeryfowa
Zasugerowano, aby zintegrować ten artykuł z artykułem szeryf (typografia) (dyskusja). Nie opisano powodu propozycji integracji.
Szeryfowy krój pisma – krój zawierający znaki składające się z różnego rodzaju poprzecznych lub ukośnych linii, tzw. szeryfów.
Antykwa linearna szeryfowa wyróżnia się przede wszystkim kształtem liter. W większości grubość jest taka sama. W nielicznych przypadkach możemy zauważyć zwężenia oraz pogrubienia. Szeryfy są bardzo widoczne. Dzięki zastosowaniu szeryfów tekst staje się bardziej przejrzysty, co pomaga  w czytaniu. Zakończenie linii liter w kroju jest smukłe, delikatne. Szeryfowy krój pisma jest bardzo czytelny, dlatego stosuje się go w publikacjach dla dzieci. Zapobiega zlewaniu się liter, które  znacznie utrudnia czytanie danego tekstu.
Stosowany  przede wszystkim w publikacjach  papierowych, bywa męczące przy czytaniu publikacji elektronicznych.
Przykładowymi szeryfowymi krojami pisma są: Times New Roman, MS Serif, Constantia i Lucida Fax.
Możemy wyróżnić kilka rodzajów szeryfów:
- szeryfy klinowe w postaci trójkątów (np. Minion),
- szeryfy wyokrąglone-ich celem jest wtapianie  się w kreskę znaku łagodnym łukiem, stosowane w zależności od kroju, mogą być bardzo zróżnicowane[4]
- szeryfy niewyokrąglone łączą się z kreskami znaku pod kątem. Są stosowane, aby nadać znakom bardziej surowe, jasno zdefiniowane kształty.[4]
- szeryfy belkowe w postaci jednolitych prostokątów (np. Museo Slab),
- szeryfy kreskowe w postaci cienkich kresek, skontrastowanych z główną linią znaku (np. Theano Didot),
- skryte, czyli nieznaczne poszerzenia na końcach znaków (np. Fontin),
- niektóre kroje pisma mają również szeryfy występujące na średniej linii znaku.[1]